# Quispampa Alto
Quispampa Alto es un caserío peruano ubicado en el distrito de Huancabamba, perteneciente a la provincia homónima del departamento de Piura, al norte del Perú. 

## Ubicación
Quispampa Alto se ubica al norte de la provincia de Huancabamba, en el distrito de Huancabamba, en el departamento de Piura.

## Demografía
En 2017 Quispampa Alto tenía una población de 487 habitantes.
| Gráfica de evolución demográfica de Quispampa Alto entre 1993 y 2017 |
|                                                                      |
| Fuentes: Población 1993 y 2017                                       |